# 乌韦·贝韦尔斯多夫
乌韦·贝韦尔斯多夫（德語：Uwe Bewersdorf，1958年11月4日—），德国男子花样滑冰运动员。他曾代表东德参加1980年冬季奥林匹克运动会花样滑冰比赛，获得双人滑铜牌。他也获得过1978年欧洲花样滑冰锦标赛季军。